# BMW 803

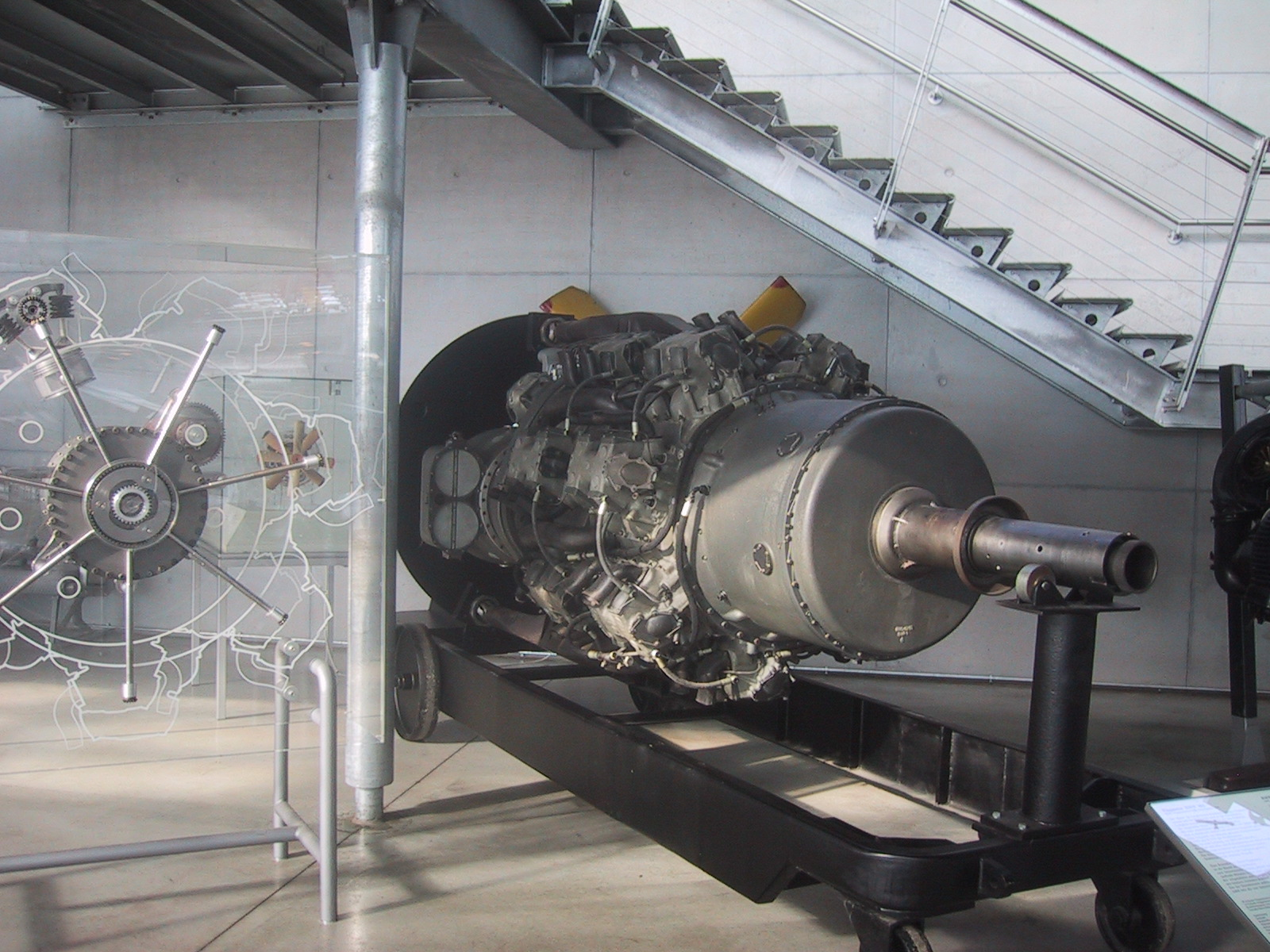
L'unique exemplaire préservé, au Deutsches Museum.

Le BMW 803 est un moteur radial à 28 cylindres sur quatre rangées développé par BMW pendant la seconde Guerre mondiale.

## Conception
Le BMW 803 est conçu à partir du BMW 801, moteur à 14 cylindres produit à plus 60 000 exemplaires. Pour éviter de devoir construire un  vilebrequin capable de transmettre toute le couple fourni par les 28 cylindres (un problème majeur dans la construction des très gros moteurs à piston), les ingénieurs de BMW ont en fait assemblé deux BMW 801, avec deux vilebrequins distincts, pour entraîner deux hélices contrarotatives. Les deux premières rangées de cylindres sont reliées directement à l'une des deux hélices. Les deux rangées arrière ont un vilebrequin séparé, donc le couple est réparti sur cinq arbres placés en périphérie du moteur, qui activent, via une transmission complexe, la deuxième hélice. Le moteur développe près de 4 000 CV au total. Alors le BMW 801 est refroidi par air, la multiplication des rangées de cylindres aurait rendu ce mode de refroidissement inefficace, le BMW 803 a donc un système de refroidissement entièrement nouveau, par eau. Le BMW 803 aurait par exemple pu équiper des évolutions du Focke-Wulf Ta 400 (en), bombardier transatlantique.